# Svetlana Ivanovna Gerasimenko
Svetlana Ivanovna Gerasimenko (rusko Светла́на Ива́новна Герасиме́нко, ukrajinsko Світлана Іванівна Герасименко), tadžikistanska astronomka ukrajinskega porekla, * 23. februar 1945, Barišivka, Kijevska oblast, Ukrajinska SSR, Sovjetska zveza (sedaj Ukrajina), † 8. april 2025.
Gerasimenkova je znana predvsem kot odkriteljica kometa 67P/Čurjumov-Gerasimenko.

## Odkritje kometa 67P/Čurjumov-Gerasimenko
11. septembra 1969 je Gerasimenkova med delom na astrofizikalnem inštitutu Alma-Ata blizu Almatija, tedanjega glavnega mesta Kazahstanske SSR, fotografirala komet 32P/Comas Solà s 500 mm teleskopom Maksutova.
Po vrnitvi na domači inštitut je Klim Ivanovič Čurjumov iz astronomskega observatorija Kijevske nacionalne univerze pregledal to fotografijo in na robu plošče našel kometno telo za katerega je domneval, da je to Comas Solà. 22. oktobra, približno mesec dni po fotografiranju, je odkril, da telo ni Comas Solà, ker je bil 2-3 stopinje oddaljen od pričakovane lege. Nadaljnji podrobni pregled je ustvaril nejasno sliko Comas Solà v pričakovani legi na plošči, s čimer je dokazal, da je bilo tisto drugo telo drugi komet. S pregledovanjem vsega zbranega gradiva so našli to novo telo še na štirih ploščah z dne 9. in 21. septembra.

## Odlikovanja
Pomenovano po njej
- Periodični komet 67P/Čurjumov-Gerasimenko
- Mali planet 3945 Gerasimenko